# جي بي 7000
محرك جي بي 7000 (بالإنجليزية: GP7000)‏ هو محرك توربيني مروحي نفاث، يستخدم حاليا لدفع طائرات على إيرباص إيه 380. وهو من صنع تحالف المحرك (بالإنجليزية: Engine Alliance)‏, أو مايعرف اختصارا بـ(EA) وهو مشروع مشترك 50/50 بين جنرال الكتريك للطيران و برات آند ويتني.

## التصميم والتطوير
كان محرك جي بي 7000 موجه في الأصل للاستخدام على طائرة شركة بوينغ من طراز بوينغ 747 500 أكس/-600 أكس والتي تم ألغاء مشروع أنتاجها لآحقا. ومنذ ذلك شق المحرك طريقه نحو طائرة طائرة إيرباص إيه 380-800 العملاقة. وتم بناء محرك جي بي 7000 على النواة الأساسية لمحرك جي إي 90 -110بي/115بي ويحتوي على مروحة ونظام الضغط المنخفض من تصميم برات آند ويتني.
المحرك المنافس هو محرك رولز رويس ترنت 900 والذي كان يعتبر في عام 1996 المحرك الرئيسي لطائرة إيرباص إيه 3أكس أكس آنذاك والذي اختير في البداية من قبل ما يقرب من جميع عملاء طائرة إيرباص إيه 380. ومع ذلك، فأن محرك جي بي 7000 قد زاد من حصتة في سوق محركات إيرباص إيه 380 حتى أصبح يحظى بأكثر من 50٪ من أسطول السوبر جامبو. ومما سرع نمو مبيعات المحركات وجعله يحظى بمرتبة متقدمة عن محرك رولز رويس ترنت 900 هو الطلبية الكبيرة التي قامت بها طيران الإمارات والتي بلغت في مجملها أمر طلب لشراء 90 طائرة إيرباص إيه 380-800 مزودة بمحركات جي بي 7000 ، وتعتبر هذه الطلبية أكثر من ثلث أوامر الشراء القائمة على مبيعات إيرباص إيه 380. وفي السابق كانت طيران الإمارات أحد العملاء التقليدين لمحركات رولز رويس. وسوف تعطى طائرات إيرباص إيه 380 المزودة بمحركات جي بي 7000 الرقم الكودي 6 ليكون رقم طرازاها كالتالي إيرباص إيه 380-860حيث 6 هو رمز لتحالف المحرك.
بدأت الاختبارات الأرضية للمحرك في أبريل 2004، وكانت أول رحلة اختبار جوية عندما ثبت المحرك في موقع المحرك رقم اثنين على طائرة جي إي لاختبارات الطيران من طراز بوينغ 747 فوق فيكتورفيل، كاليفورنيا وذلك في ديسمبر عام 2004. وفي 4 يناير 2006 منحت إدارة الطيران الفيدراليةالاميركي المحرك جي بي 7000 شهادة صلاحية الطيران للعمليات التجارية.
في 14 أغسطس 2006 تم تشغيل المحرك لأول مرة على الأرض وهو مثبت على طائرة إيرباص إيه 380 في تولوز فرنسا. وفي 25 أغسطس 2006، وعلى طائرة الأختبار نفسها، إيرباص إيه 380-861 ذات الرقم التسلسي (MSN 009)، حلق المحرك في أول رحلة طيران لطائرة إيرباص إيه 380 مزودة بمحرك جي بي 7000 ومن صنع تحالف المحرك. بدأت الرحلة وانتهت في تولوز واستمرت حوالي أربع ساعات. وأجريت اختبارات على حالة المحركات في الطيران، وسرعة العبور وعدة أختبارات أخرى. وفي اليوم السابق لهذا اليوم، كان أداء الطائرة نفسها غير مرضي حيث تعرضت لعملية إلغاء (إجهاض) للإقلاع.
يوفر تحالف المحرك محرك جي بي 7000 لطائرة إيرباص إيه 380 بطرازيها المخصصين للركاب والشحن. وتم تصنيف طراز المحرك جي بي 7270 بقوة دفع تبلغ 74735 رطل (332440 نيوتن)، في حين تم تصنيف طراز المحرك جي بي 7277 بقوة دفع تبلغ 80290 رطل (357100 نيوتن). ويتم تقديم المحرك مع اثنين من التقييمات المناسبة للإقلاع والأوزان لمختلف طرتزات إيرباص إيه 380. فالطراز جي بي 7270 مخصص للطراز إيرباص إيه 380 ذات الوزن 560 طن، بينما الطراز جي بي 7277 مخصص لطائرة الشحن إيرباص إيه 380-800 ذات الوزن 590 طن. في منتصف عام 2011 تم الإعلان عن ترقية للمحرك، الأمر الذي سيؤدي إلى خفض في وزنكل محرك بمقدار 23 كجم (51 رطلا). وهذه التعديلات الجديدة تأتي من فولفو ايرو.
MTU محركات ايرو هو الشريك الرئيسي للبرنامج، مع حصة 22.5٪. وتنتج الشركة الألمانية التوربينات ذات الضغط العالي، وتوربينات الضغط المنخفض والإطار مركز التوربينات.

## الاستخدامات
- إيرباص إيه 380

## المواصفات لمحرك جي بي 7270

### الخصائص العامة
- نوع: محرك مروحي توربيني ذو مسلكين، مع نسبة التفافية عالية
- الطول: 4.74 متر (187 بوصة)
- القطر: 3.16 متر (124 عام)، ومروحة 2.95 متر (116 بوصة)
- الوزن الجاف: 6,712 كجم (14800 رطل)

### مكونات
- ضاغط: الجوف التيتانيوم، 24 اجتاحت اسعة وتر جوفاء ريش مروحة التيتانيوم، 8.7:1 التي تمر نسبة؛ خمس مراحل الضغط المنخفض ضاغط محوري ؛ الضغط العالي تسعة المرحلة ضاغط محوري
- الاحتراق: المنخفضة الانبعاثات الاحتراق الحلقي واحد
- التوربين: مرحلتين عالية توربينات الضغط، والهندسة المعمارية boltless، شفرات الكريستال واحد، وتقسيم التبريد شفرة وطلاء الحاجز الحراري، وتدفق محوري، وستة مراحل تدفق محوري الضغط المنخفض

### أداء
- أقصى قوة الدفع: 36980 كجم ق، 363 كيلو نيوتن، 81,500 باوند
- نسبة الضغط الكلي : 43.9
- نسبة قوة الدفع إلى الوزن : 4.73 (على افتراض 17,230 باوند من وزن المحرك و81،500 باوند من قوة الدفع)

## قوائم ذات صلة
- قائمة محركات الطائرات

## وصلات خارجية
- Official site, Engine Alliance الموقع الرسمي، تحالف المحرك
- Official site, GE-Aviation الموقع الرسمي، GE-الطيران
- Official الموقع الرسمي، برات آند ويتني site, Pratt & Whitney